# Вестминстерский договор (1654)
Вестминстерский договор 1654 года, заключённый между лордом-защитником Английской республики Оливером Кромвелем и Генеральными Штатами Голландской республики, был подписан 5 (15) апреля 1654 года. Договор завершил Первую англо-голландскую войну (1652-1654). Этот договор примечателен тем, что является одним из первых договоров, использующих международный арбитраж как способ решения конфликтов в начале Нового времени. Секретная статья, обязывающая Генеральные Штаты ввести в действие Акт устранения, играла значительную роль во внутренней политике Нидерландов в течение Первого Периода без штатгальтера.

## Ход переговоров
Переговоры о заключении договора начались задолго до войны. Английская республика была провозглашена только в 1649 году, и молодое государство искало международного признания. Голландская республика, уже устоявшееся государство, искоса смотрело на «выскочку», где тоже правили «цареубийцы». Голландцы активно поддерживали роялистов в Английской гражданской войне из-за родственных связей между штатгальтером Вильгельмом II, принцем Оранским и королевской семьёй Англии, и только после его смерти в 1650 году в Голландии к власти пришла партия Генеральных Штатов, благодаря чему оттепель в англо-голландских дипломатических отношениях стала вероятной.

### Предложение союза и встречные предложения
Переговоры по улучшению отношений по факту начались весной 1651 года. Уолтер Стрикленд и Оливер Сент-Джон прибыли в Гаагу обсудить экстрадицию роялистов-изгнанников, которые искали убежища от республиканцев в Нидерландах (среди них претендент на престол Карл Стюарт), и, что более важно, политический союз между двумя государствами на основе их общности в отношении политики, религии и торговли. Правительство Нидерландов выдвинуло несколько встречных предложений по важным для них принципам (тогда ещё формирующегося) международного права, таким как свобода мореплавания, исключение контрабанды из «инструментов ведения войны», свобода от захвата нейтральных грузов на нейтральных судах во время войны (все вопросы, оспариваемые в то время англичанами). Кроме того, голландцы запросили, чтобы каперские свидетельства (распространённая практика при трениях между государствами) не выдавались в мирное время. И, наконец, они запросили, что голландские торговцы должны иметь те же привилегии, что и английские в английских владениях в Европе и Америке. Эти требования в виде 36 предварительных статей были переданы английским послам 14 (24) июня 1651 год. Послы вернулись в Англию без какого-либо достигнутого соглашения.
9 (19) октября 1651 год английский парламент ввёл в действие Навигационный акт, который был воспринят как направленный на разорение голландской торговли, вероятно, благодаря интригам Сент-Джона, который был оскорблён холодным приёмом в Гааге. Это побудило голландский парламент послать делегацию из трёх уполномоченных: Якоба Катса, Паулюса ван де Перре и Герарда Схапа в Лондон для возобновления переговоров относительно 36 статей, а также чтобы приостановить действие Навигационного акта до завершения переговоров. Последнее требование было немедленно отклонено Государственным советом Англии, и английская сторона подняла ставку в переговорах, выдвинув дополнительные требования: возмещение ущерба за заявленный вред английской торговле в Гренландии, Бразилии и Ост-Индии, а также свободный доступ для Английской Ост-Индской компании к Ост-Индии (который был фактически заблокирован её голландским конкурентом, Голландской Ост-Индской компанией). Примечательно, что англичане предложили в тот момент уступить в этом исключении по Ост-Индии, но настаивали на сохранении ограничений Навигационного акта. В то же время они отказались обговорить разграничение голландских и английских владений в Северной Америке (Новые Нидерланды и Нью-Хейвен, соответственно), относительно которого было заключено предварительное, но не ратифицированное властями метрополий, Хартфордское соглашение от 19 сентября 1650 года.

### Дипломатия иными средствами[4]
Между тем отношения между двумя странами стали напряжёнными, когда в ответ на бесчинства английских каперов по отношению к нейтральным голландским судам в необъявленном морском конфликте между Англией и Францией голландцы начали программу военно-морской экспансии, в которой англичане (которые недавно расширили свой флот) почувствовали угрозу. После инцидента относительно салютования английскому флагу в английских водах началась Первая англо-голландская война и переговоры были прерваны.:9
В военном отношении война была проиграна голландцами, которые после ряда поражений были блокированы в своей стране флотом Содружества. Это привело к большим экономическим трудностям. В свою очередь, англичане пали жертвой обширного голландского «окружения», которое блокировало английское судоходство в Прибалтике союзницей Голландии, Данией, поддерживаемой сильным голландским военно-морским отрядом, крейсировавшим вблизи Эресунна, и в Юго-Восточной Азии Голландской Ост-Индской компанией. Английская торговля в Средиземноморье также была значительно затруднена из-за голландского каперства и действий военного флота, особенно после сражения при Ливорно. Спустя некоторое время обе страны были настолько экономически истощены, что жаждали мира.:721-722

### Переговоры о мире
Лорд-протектор Оливер Кромвель и великий пенсионарий Ян де Витт договорились начать мирные переговоры в Лондоне в июне 1653 года. Правительство Нидерландов послало делегацию, состоявшую из уполномоченных Бевернинга, Ниупорта (от Штатов Голландии), ван де Перре (от Штатов Зеландии), и Йонгесталя (от Штатов Фрисландии). Их английскими визави были Лоуренс, Ламберт, Монтегю и Лесли. Переговоры начались с того, на чём остановились в 1652 году: голландцы снова изложили свои 36 статей и потребовали доступ к колониям в Америке; англичане вновь озвучили свои требования по репарациям и ранее отвергнутое предложение политического союза между двумя странами. Кромвель предложил, что, «поскольку обе страны придерживаются своих гражданских законов», они должны «быть под одной верховной властью, состоящей из представителей обеих стран» и «подданные обеих стран должны в равной степени пользоваться своими правами без каких-либо различий».
После того, как Йонгесталь и Ниупорт вернулись в Гаагу, чтобы получить инструкции относительно этого ошеломляющего предложения в середине августа 1654 года, английская сторона умерила свой пыл в пользу не так далеко идущего предложения о союзе протестантских держав Европы и Франции против католических держав, в котором Английская и Голландская республики играли бы ведущую роль; комиссия, состоящая из равного числа представителей от каждой страны, чтобы разрешать противоречия мирным путём; объединённый флот, чтобы «обезопасить море»; свобода торговли в Европе и за рубежом для всех жителей обеих стран; монополия Голландии на торговлю в Восточной Азии в обмен на компенсацию для Английской Ост-Индской компании; монополия Англии на торговлю в Америке (за исключением Бразилии, где сферы влияния двух стран должны быть разграничены); содействие военно-морского флота Голландии попыткам Англии завоевания Испанской Америки (два оставшихся голландских посла сразу же отклонили это предложение, поскольку оно ставило под угрозу дружественные отношения, которые Соединённые провинции недавно установили с Испанией).
Йонгесталь и Ниупорт вернулись в ноябре 1654 года с инструкциями отказаться от предложенного союза, но искать тесный альянс, обеспечивающий сохранение независимости Нидерландов. Позже этим же месяцем английская сторона представила предварительный договор из 27 статей. В двух из них появилась фраза, что субъекты обеих стран могли бы торговать во владениях друг друга, соблюдая законы и указы каждой из республик. Эта безобидная на первый взгляд фраза показала намерения англичан сохранить положения Навигационного акта. Голландские представители противопоставили ей поправки к предлагаемым статьям, которые сняли бы ограничения акта с их торговли. Кроме того, они предложили регулировать торговлю за пределами Европы. За этим последовал дальнейший обмен предложениями, которые были неприемлемы для одной или другой стороны. Наконец, стороны согласились больше не поднимать вопрос о регулировании торговли за пределами Европы, и признавать право обеих сторон на компенсацию за нанесённый ущерб (исключая тех пострадавших в ходе боевых действий, которым был предоставлен взаимный иммунитет).
Казалось, договор вот-вот будет подписан, когда неожиданно возникли два новых препятствия. Во-первых, голландцы запросили вовлечь в подписание договора короля Дании (их союзника в войне). Во-вторых, Кромвель потребовал, чтобы четырёхлетний принц Оранский должен быть отстранён в будущем от назначения на государственные посты, такие как штатгальтер или генерал-капитан армии Нидерландов. Первое требование было удовлетворено, но второе было на первый взгляд неприемлемым для голландских послов, и они вернулись домой. Секретные прямые переговоры между Кромвелем и де Виттом (представленным Бевернингом), привели к соглашению по вопросу об отстранению принца, однако без ведома Генеральных Штатов. Секретная статья, требующая ввести в действие Акт устранения Генеральными Штатами как предпосылку ратификации договора Английским содружеством, должна была быть добавлена к версии договора, известной только Генеральным Штатам.:722 Голландские послы вернулись в Англию после нескольких недель отсутствия (только уполномоченные были в курсе о секретной статье) и завершили переговоры, решив неоконченные вопросы, особенно важные положения в статье 30 договора, устанавливающие принципы арбитража взаимных претензий комиссией из равного числа представителей, созывающейся в Лондоне, подкреплённые положением о подключению к арбитражу протестантских Швейцарских кантонов, в случае, если арбитры в Лондоне не достигнут соглашения.:12 Договор был подписан 5 (15) апреля 1654 год, и ратифицирован обеими государствами в течение двух недель (резолюция о ратификации от Генеральных Штатов - 12 (22) апреля 1654 год,:389-392 от Кромвеля - 19 (29) апреля 1654 год.

## Итоги
В ретроспективе наиболее важным положением в договоре был секретный пункт, касающийся Акта об устранении. Когда о нём стало известно, это привело к политическому кризису в Голландской республике. В конце концов де Витт сумел остаться у власти и шумиха утихла. Акт об устранении оставался в силе, играя свою роль во внутренней политике Нидерландов вплоть до самого конца режима де Витта, и уже после Реставрации надобность в нём отпала.:722-726
Британский историк Джонатан Израэль пишет, что, принимая во внимание то, что Нидерланды в военном отношении проиграли войну, договор был необыкновенно мягок для голландцев. Он приписывает это политической проницательности де Витта, который смог избежать каких-либо значительных уступок английским морским и колониальным интересам.:726 Кромвель не достиг своих главных целей: желанный политический союз был сведен к нулю и Английская Ост-Индская компания фактически осталась блокированной от свободной торговли в Ост-Индии (эта цель для английской торговли была достигнута лишь с подписанием Парижского мира в 1784 году, завершившего Четвёртую англо-голландскую войну).
С другой стороны, голландцы также реализовали лишь несколько из своих 36 статей. Такие вопросы, как свобода мореплавания (касательно голландского судоходства), свобода судоходства (неприкосновенность нейтральных судов во время войны) и запрет контрабанды оставались ждать своего решения до Бредского соглашения и Вестминстерского договора 1674 года.
Вопрос о скользкой фразе насчёт соблюдения законов и указов каждой из республик всеми купцами во всех владениях был пущен на самотёк, когда во время переговоров умер голландский уполномоченный ван де Перре (Он был лидером Голландской Вест-Индской компании, которая особенно пострадала от Навигационного акта, и поэтому был движущей силой попыток голландцев отменить акт или, по крайней мере, внести поправки). Таким образом, это пункт остался в договоре, но голландцы не соглашались понимать его как признание Навигационного акта. Голландская делегация даже задержалась, чтобы попытаться договориться об отмене акта, но безуспешно.:12 Этот вопрос также остался ждать Бредского соглашения, в котором голландцы добились уступок, смягчающих акт (вернее, его редакцию от 1660 года). Пока же голландские купцы предпочитали не соблюдать акт. Однако в статье 12 договора стороны предоставили друг другу статус, ставший позднее известным как режим наибольшего благоприятствования в торговле.:17
Самой важной была 30-я статья, касательно которой была собрана комиссия по арбитражу всех претензий обеих сторон, на которые по договору не распространялся иммунитет (например, по статьям 3 и 16). Здесь впервые был реализован принцип независимого арбитража третьей стороной (протестантскими Швейцарскими кантонами) как средства разрешения конфликтов в международном договоре.:18-19
Голландцам также не удалось добиться ратификации Хартфордского соглашения 1650 года касательно границ между Новыми Нидерландами и Нью-Хейвеном (будущим Коннектикутом).:12 Этот вопрос был решён позднее, при передаче Новых Нидерландов Англии по Вестминстерскому договору 1674 года.
Голландцы были вынуждены сделать три незначительные, но унизительные уступки. Они обещали примерно наказать виновных в Амбонской резне (статья 27). Однако на тот момент ни одного из них уже не было в живых, и голландцы, вероятно, хорошо об этом знали. Вопрос о возмещении за инцидент был решён арбитражем по статье 30 договора. Уполномоченные выплатили относительно небольшие суммы наследникам жертв резни.:427
Далее голландцы обязались в статье 13 договора салютовать английскому флагу в «Английских морях» (главным образом в Ла-Манше) «как во времена королевы Елизаветы». Это, однако, не подразумевало распространение суверенитета Англии на эти «Английские моря»:78-79
В-третьих, договор содержал положение, согласно которому мятежники, указанные любой из сторон, подлежат изгнанию. Прежде всего, это было направлено против претендента на английский престол Карла Стюарта, который с 1648 года нашёл убежище в Голландской Республике при дворе своей сестры Марии и её мужа штатгальтера Вильгельма II. Вследствие этого Карл вынужден был переместиться в Испанские Нидерланды. По иронии судьбы, аналогичная статья должна была войти в договоры, заключённые самим Карлом II с Голландский Республикой в 1662, 1667 и 1674 годах, после Реставрации Стюартов, но после она была перенаправлена на цареубийц.
Английская Ост-Индская компания претендовала, по крайней мере с 1623 года, на остров Рун в Ост-Индии, но все попытки каждый раз пресекались со стороны её соперника, более сильной в военном отношении Голландской Ост-Индской компании. Остров был формально передан английской стороне, но эта уступка, однако, не была реализована по факту вплоть до марта 1665 года. Остров был отвоёван Голландской Ост-Индской компанией в ноябре 1666 года во время Второй англо-голландской войны и был формально передан ей по Бредскому соглашению в 1667 году как часть компенсации за Новые Нидерланды.